# A.S.D. Porfido Albiano
ASD Porfido Albiano  là một câu lạc bộ bóng đá Ý đến từ Albiano, Trentino-Alto Adige / Südtirol. Màu sắc của đội là đỏ và đen.